# Tournedos Rossini
Pour les articles homonymes, voir Tournedos et Rossini.
Le tournedos Rossini est une spécialité culinaire gastronomique traditionnelle française, à base de tournedos de bœuf accompagné de foie gras poêlé, et de lamelles de truffe, servi avec une sauce madère,. Il aurait été créé en l'honneur du  compositeur de musique classique et gastronome italien Gioachino Rossini (1792-1868) et réalisé, selon les chroniqueurs, par les chefs cuisinier Modeste Magny, Casimir Moisson ou Marie-Antoine Carême. En plus de ces cuisiniers, une autre tradition affecte la création au docteur Louis-Désiré Véron. Son origine est donc difficile à identifier, du fait d'un manque de documents d'époque,.

## Histoire
L'origine mythique de l'appellation tournedos est controversée. Selon le Larousse gastronomique « […] l'origine du tournedos est liée à l'apprêt commandé par Rossini (au foie gras et aux truffes) si surprenant aux yeux du maître d'hôtel de l'époque que celui-ci fit passer le plat « dans le dos » des convives ». Souhaitant que la préparation se fît dans la salle à manger pour qu'il pût l'observer, Rossini aurait répondu, à l'étonnement du cuisinier : « Eh bien, faites-le tourner de l'autre côté, tournez-moi le dos ! » Le filet de bœuf aurait ainsi pris de nom de tournedos.  

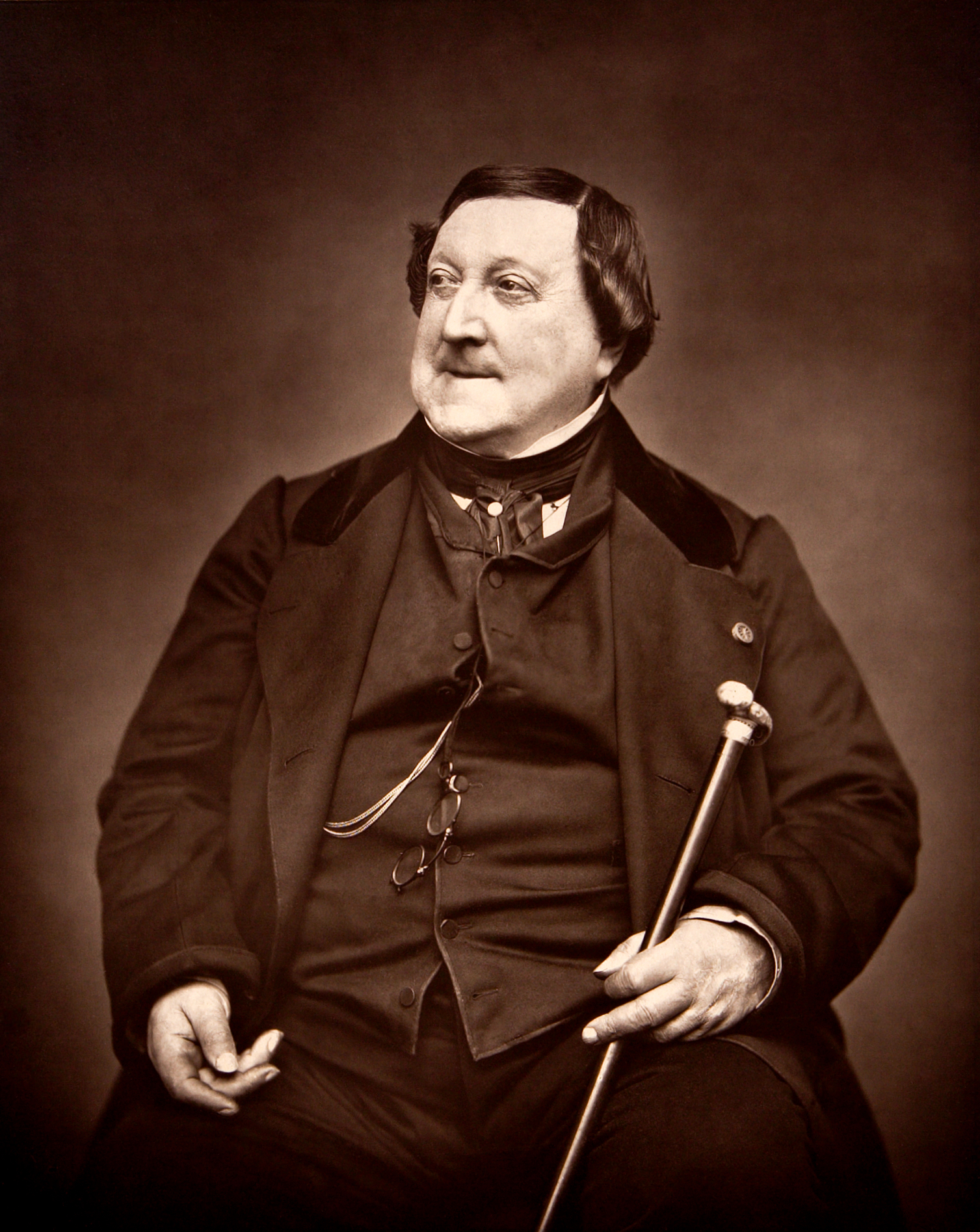
Gioachino Rossini
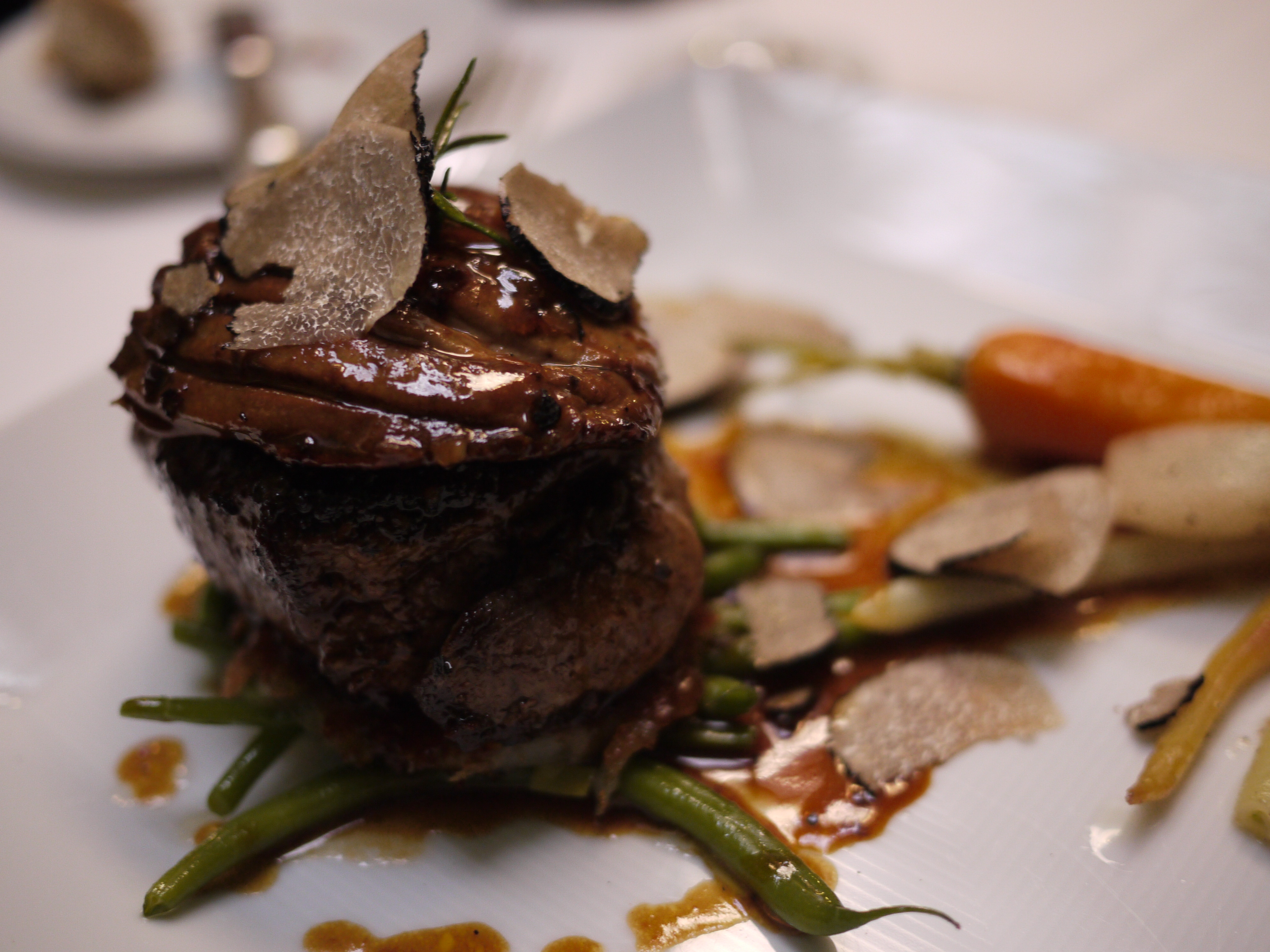
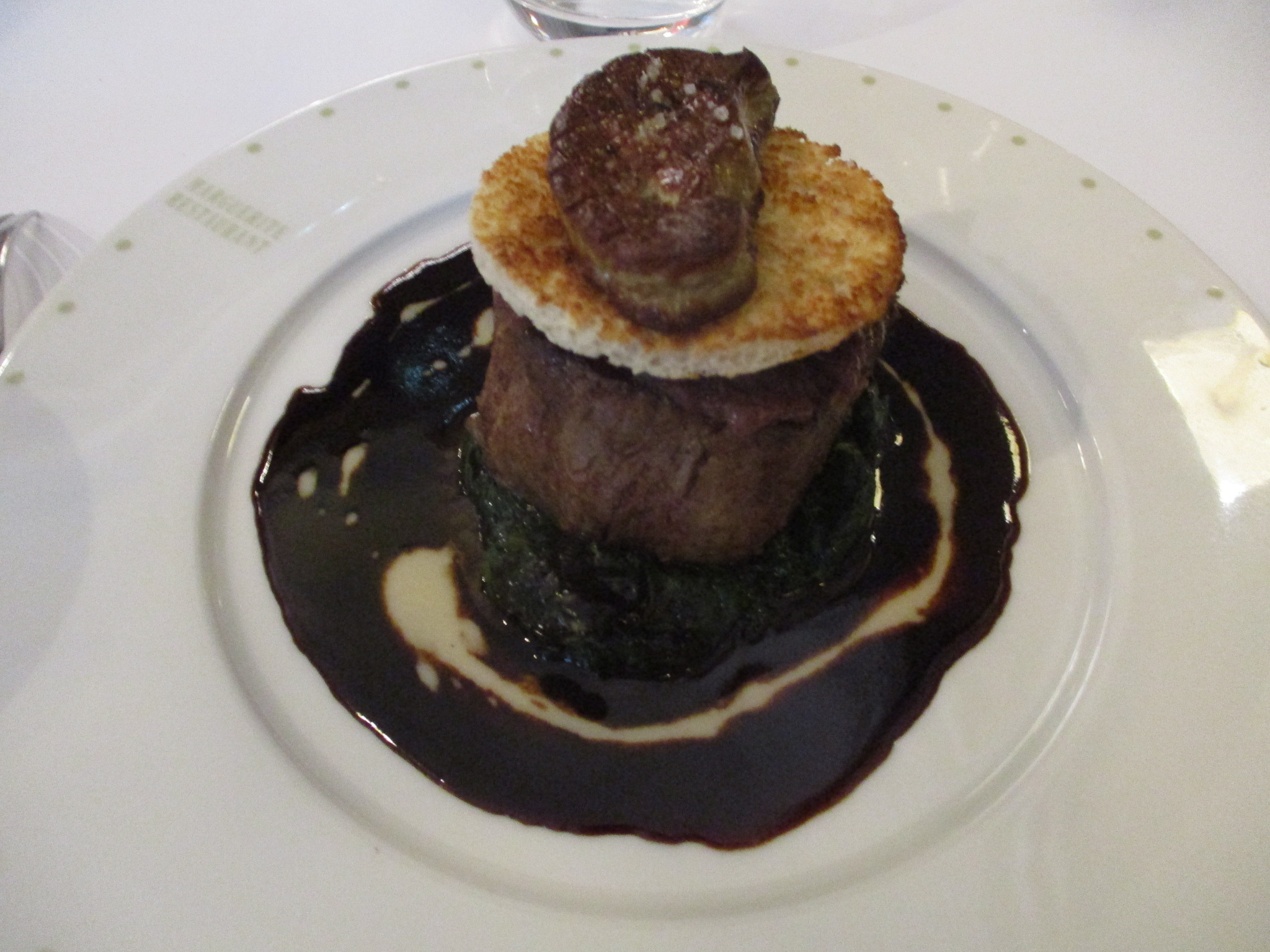
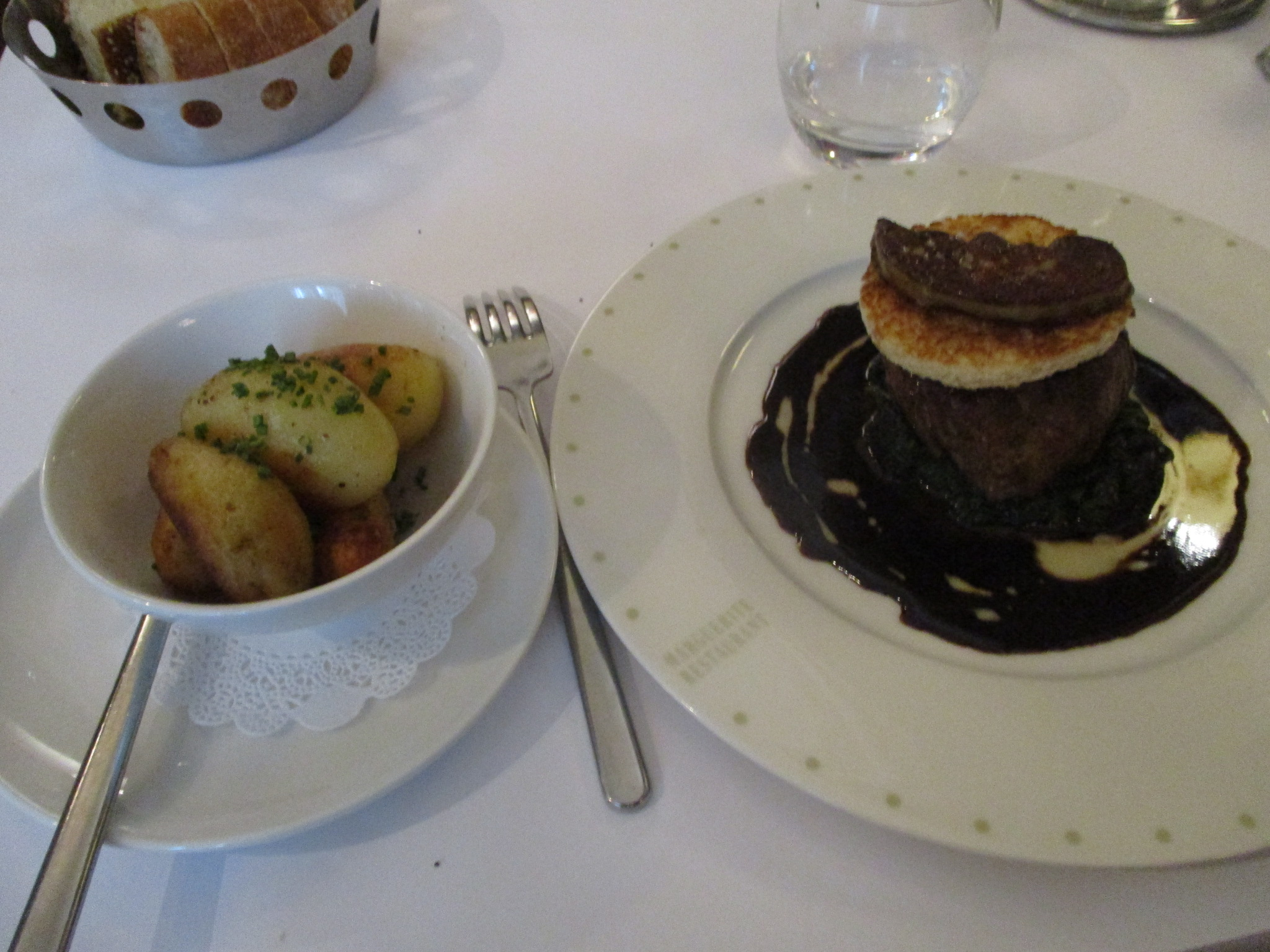

Pour certains chroniqueurs, c'est Casimir Moisson, le chef cuisinier du restaurant la Maison dorée de Paris, qui aurait créé ce plat pour le compositeur, qui était un habitué. Pour d'autres, Marie-Antoine Carême, ami de Rossini et l’une des plus grandes toques de l'époque, en serait à l'origine...

## Composition
Le tournedos Rossini est composé d'un médaillon de tournedos de bœuf de trois centimètres d'épaisseur, poêlé une minute de chaque côté, salé, poivré et déposé sur une tranche de pain de même dimension également dorée au beurre, surmonté d'une escalope de foie gras saisie quinze secondes à la poêle très chaude et de trois lamelles de truffe. La sauce madère est préparée avec les sucs de cuisson déglacés au vin de Madère et des truffes râpées.